# Avogadrův zákon

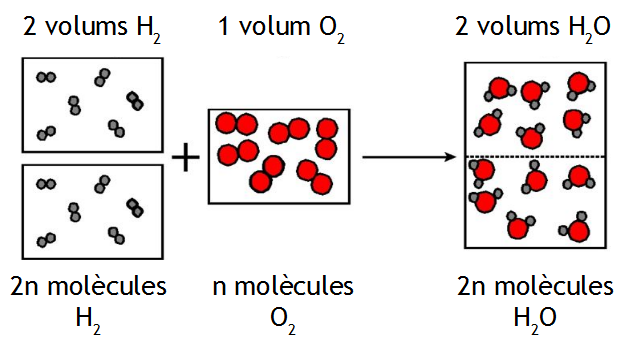
za standardního stavu je objem jednoho molu každé plynné látky nabývá stejné hodnoty - 22,414 dm³

Avogadrův zákon je důležitý fyzikální zákon, který lze formulovat následujícími slovy:
Stejné objemy všech plynů obsahují za stejného tlaku a teploty vždy stejný počet molekul.
Máme-li dva různé plyny, přičemž hmotnost jedné molekuly prvního plynu je {\displaystyle m_{1}} a hmotnost jedné molekuly druhého plynu je {\displaystyle m_{2}}, pak Avogadrův zákon říká, že za stejných podmínek obsahují dva stejné objemy {\displaystyle V} plynů stejný počet {\displaystyle n} molekul. Celková hmotnost prvního plynu tedy bude {\displaystyle m_{1}^{\prime }=nm_{1}=\rho _{1}V} a celková hmotnost druhého plynu {\displaystyle m_{2}^{\prime }=nm_{2}=\rho _{2}V}. Pro poměr hustot obou plynů dostaneme
{\displaystyle {\frac {\rho _{1}}{\rho _{2}}}={\frac {\frac {m_{1}^{\prime }}{V}}{\frac {m_{2}^{\prime }}{V}}}={\frac {m_{1}^{\prime }}{m_{2}^{\prime }}}={\frac {nm_{1}}{nm_{2}}}={\frac {m_{1}}{m_{2}}}}
Poměr hustot dvou plynů je tedy za stejné teploty a tlaku stejný jako poměr hmotností jejich molekul.
Za tzv. normálních podmínek (tzn. teplota 0 °C a tlak 101,325 kPa) je molární objem roven 22,414 dm³, přičemž je v něm obsaženo 6,022×1023 částic (tzv. Avogadrova konstanta).